# Saint-Vitte-sur-Briance
Saint-Vitte-sur-Briance är en kommun i departementet Haute-Vienne i regionen Nouvelle-Aquitaine i västra Frankrike. Kommunen ligger i kantonen Saint-Germain-les-Belles som tillhör arrondissementet Limoges. År 2022 hade Saint-Vitte-sur-Briance 323 invånare.

## Befolkningsutveckling
Antalet invånare i kommunen Saint-Vitte-sur-Briance
| Referens: INSEE |